# Yuta Minami
Yuta Minami (南 雄太, MinamiYuta) est un footballeur japonais né le 30 septembre 1979. Il est gardien de but.

## Biographie
Yuta Minami participe à la Coupe du monde des moins de 20 ans 1997 puis à la Coupe du monde des moins de 20 ans 1999 avec le Japon. Il est finaliste de l'édition 1999, en étant battu par l'Espagne.
En club, Yuta Minami joue principalement en faveur du Kashiwa Reysol. Il reste près de 12 saisons dans ce club, remportant une Coupe de la Ligue en 1999.

## Palmarès
- Finaliste de la Coupe du monde des moins de 20 ans 1999 avec le Japon
- Vainqueur de la Coupe de la Ligue japonaise en 1999 avec le Kashiwa Reysol
- Finaliste de la Coupe du Japon en 2008 avec le Kashiwa Reysol